# PE8
PE8 je plastická trhavina s 12,5 % inertního pojiva, 1 % značkovače pro detekci (DMNB) a 86,5 % hexogenu jako výbušné náplně. Vzhledem se jedná o bílou hmotu s hustotou 1,57 g/cm3. Detonační rychlost je kolem 8000 m/s. Hlavní využití, stejně jako u podobných plastických trhavin, jsou vojenské demoliční práce. PE8 je moderní plastickou thravinou, takže si zachovává vhodnou tvarovatelnost přes rozsáhlý pás teplot od -46 °C do +71 °C. PE8 se vyrábí v Norsku a je využívána např. armádou Velké Británie. Alternativní název PE8 je DPX 10 Type 2.